# 진주 촉석 정충단비
진주 촉석 정충단비(晉州 矗石 旌忠檀碑)는 대한민국 경상남도 진주시, 진주성 촉석광장 안의 정충단에 서 있는 비로, 임진왜란 당시 제2차 진주성 싸움에서 충절을 다한 이들의 행적을 기리고 있다.
1972년 2월 12일 경상남도의 유형문화재 제2호 촉석정충단비로 지정되었다가, 2018년 12월 20일 현재의 명칭으로 변경되었다.

## 개요
촉석광장 안의 정충단에 서 있는 비로, 임진왜란 당시 제2차 진주성 싸움에서 충절을 다한 이들의 행적을 기리고 있다.
비는 거북받침과 비몸을 하나의 돌로 조각하였으며, 그 위로 머릿돌을 얹어 마무리하였는데, 머릿돌이 유난히 커서 전체가 사다리꼴로 보인다. 머릿돌은 두 마리의 용이 구름속에서 여의주를 놓고 서로 다투는 모습이 표현되어 있고, 그 밑면에 꽃을 조각하여 이채롭게 장식하였다.
비문은 아래쪽이 닳아서 그 부분만 판독하기가 힘들 뿐 대체로 양호하며, 『조선금석총람』에 그 기록이 실려있다. 주로 진주성에서 싸우다 숨진 이들에 대하여 기술하면서 그들의 뜻을 기리고 있으며, 특히 3장사(三壯士)라 일컫는 김천일, 황진, 최경회 등을 그 대표적인 인물들로 꼽고 있다. 이외에도 여러 인물들을 기록하고 있어 임진왜란 당시의 상황을 이해하는데 많은 도움이 되고 있다.
정충단은 이들의 영령을 위로하고자 숙종 12년(1686)에 마련한 제단으로, 비도 이때 함께 건립되었다. 비문은 이민서가 글을 짓고, 신익상이 글씨를 썼으며, 비의 명칭은 김만중이 썼다. 비의 옆에는 제1차 진주성 싸움을 승리로 이끈 김시민장군전공비(경상남도유형문화재 제1호)가 함께 서 있다.

## 같이 보기
- 진주성 - 사적 제118호
- 김시민 전공비 - 경상남도 유형문화재 제1호

## 참고 자료
- 진주 촉석 정충단비 - 국가유산청 국가유산포털